# Julius Dörr

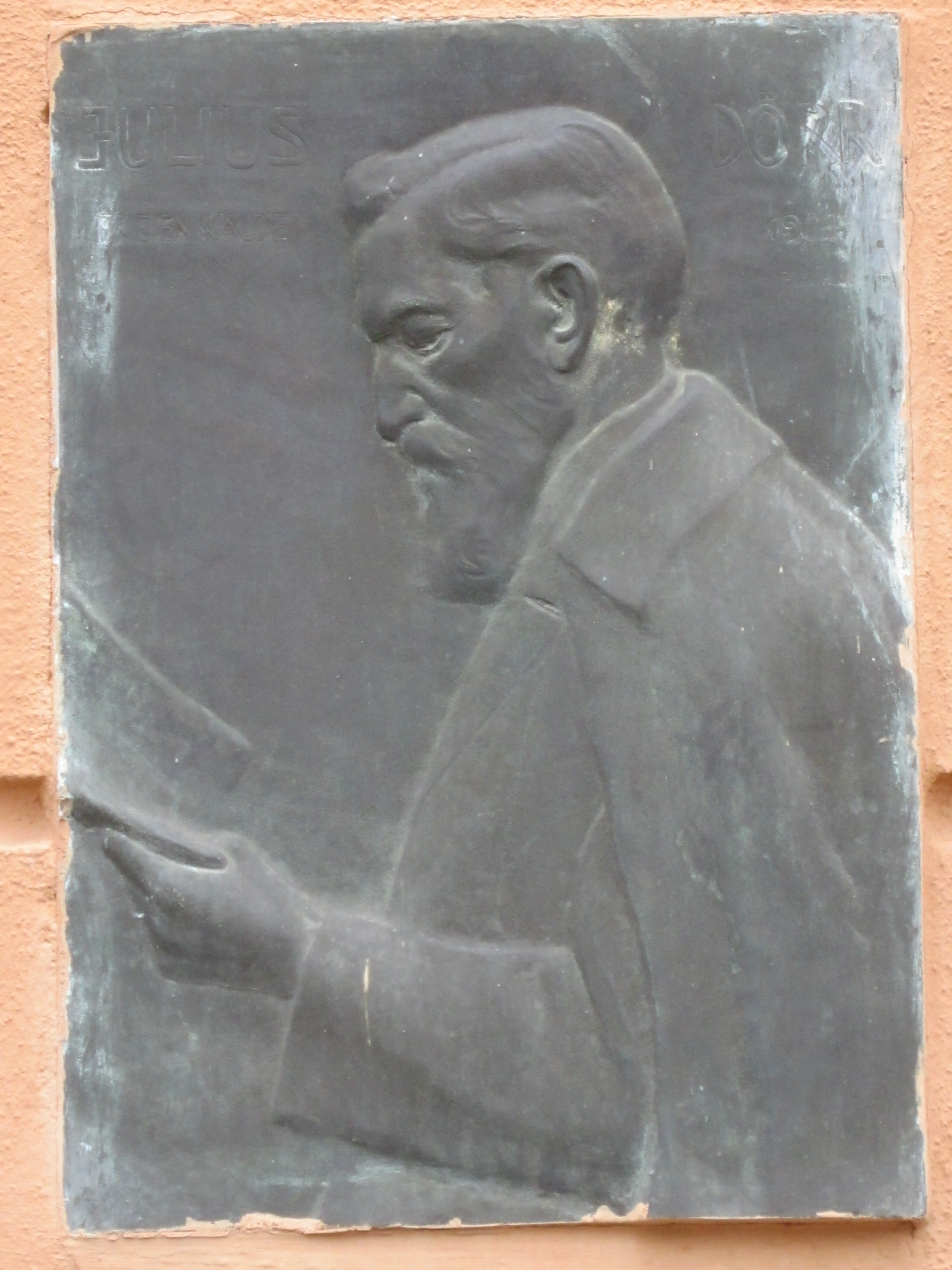
Gedenktafel für Julius Dörr an seinem Wohnhaus in Bad Freienwalde

Julius Dörr (* 23. Juni 1850 in Prenzlau; † 8. Juli 1930 in Freienwalde) war ein deutscher Autor.
Julius Dörr wurde Rendant bei der Sparkasse in Angermünde. Danach arbeitete er 40 Jahre bei der Sparkasse Bad Freienwalde, deren Leiter er wurde. In der Freizeit schrieb er vor allem niederdeutsche Texte in nordmärkischer Mundart. Er wurde in Freienwalde begraben.

## Werke
- De Göderschlächter. För min plattdütsch Landslüd vertellt. Berlin 1884
- Bärbchen. Eine kleinstädtische Geschichte in fünf Verbündeln. Prenzlau 1886
- Platt Land un Lüd. 2 Bände, Freienwalde 1888/1889
  - De Göderschlächter – Platt Land un Lüd. Erstes Bändchen. De Göderschlächter. Dörpgeschicht ut de Uckermark. Vertellt von Julius Dörr. Mit Vorwort von Victor Blüthgen. Bad Freienwalde a. O., 1888
- Blumen vom Brünnlein in Freienwalde a.O. 1892
- Heckenrosen. 1906
- Durch die Dichtkunst. Schwank in einem Akt. Leipzig 1913